# Луи де Люксембург (кардинал)
Луи де Люксембург (Louis de Luxembourg) (1390/97) — 18 сентября 1443) — архиепископ Руана, кардинал (18.12.1439).
Сын Жана де Люксембурга, графа де Бриенн и де Конверсано, и Маргариты д’Энгиен. Родился 1390/1397 (учитывая, что его старший брат родился в 1389 или 1390 году, а отец умер в 1397 году). Племянник Пьера де Люксембурга — кардинала, епископа Меца и Камбре.
С 31 мая 1414 г. декан капитула Бове. Не позднее 2 января 1415 г. назначен епископом Теруана. Находился на службе английского короля. С 1418 г. президент счётной палаты (на оккупированной англичанами территории). С 7 февраля 1425 по 1435 канцлер Франции (там же).
Участвовал в короновании Генриха VI королевской короной Франции 16 декабря 1431 г. в Париже. Избран епископом Руана 19 октября 1436 г. С 27 сентября 1437 г. епископ Или.
В 1439 г. участвовал в Флорентийском соборе, в том же году 18 декабря сделан кардиналом. С 8 января 1440 г. кардинал Санти-Куаттро-Коронати, с 1442 г. кардинал-епископ Фраскати. 
Участвовал в мирных переговорах между Генрихом VI и французским королём Карлом VII.
Умер 18 сентября 1443 г. в Англии, похоронен в Или.